# BYO Records
Better Youth Organization Records (BYO Records) és un segell discogràfic independent de punk rock fundat a Los Angeles pels germans Shawn i Mark Stern, ambdós membres de la banda Youth Brigade.

## Història
BYO va néixer el 1981 com a fanzín amb el nom de Better Youth Organization i el propòsit d'abordar els problemes de la brutalitat policial i contestar les visions negatives envers l'escena punk.
BYO Records va publicar discos de 7 Seconds i SNFU a la dècada de 1980 i, més endavant, de grups com Leatherface, The Unseen, The Briefs, Hot Water Music, Swingin' Utters, NOFX, Rancid, The Bouncing Souls, Anti-Flag, Hepcat i Alkaline Trio.